# Millie Díaz
Millie Díaz (* 24. Juni 2003) ist eine uruguayische Leichtathletin, die im Weit- und Dreisprung sowie im Hürdenlauf an den Start geht.

## Sportliche Laufbahn
Erste internationale Meisterschaftserfahrungen sammelte Millie Díaz im Jahr 2021, als sie bei den U20-Südamerikameisterschaften in Lima mit 5,03 m den neunten Platz im Weitsprung belegte und auch im Dreisprung mit 11,42 m auf Rang neun gelangte. Zudem belegte sie mit der uruguayischen 4-mal-100-Meter-Staffel in 49,09 s den vierten Platz und gelangte mit der 4-mal-400-Meter-Mixed-Staffel mit 3:51,13 min auf Rang sechs. 2023 belegte sie bei den Südamerikameisterschaften in São Paulo in 15,29 s den achten Platz im 100-Meter-Hürdenlauf und gelangte mit 12,62 m auf Rang neun im Dreisprung. Im Jahr darauf erreichte sie bei den Hallensüdamerikameisterschaften in Cochabamba mit 12,42 m auf den fünften Platz im Dreisprung und gewann über 60 m Hürden in 8,82 s die Bronzemedaille hinter den Brasilianerinnen Ketiley Batista und Vitória Alves. Zudem gewann sie mit der uruguayischen 4-mal-400-Meter-Staffel in 4:09,39 min gemeinsam mit Martina Coronato, María Pía Fernández und Sofía Ingold die Silbermedaille hinter dem bolivianischen Team. Im September belegte sie bei den U23-Südamerikameisterschaften in Bucaramanga mit 12,26 m den fünften Platz im Dreisprung und gelangte im Hürdensprint mit 15,40 s auf Rang acht. 2025 belegte sie bei den Hallensüdamerikameisterschaften in Cochabamba in 9,28 s den achten Platz über 60 m Hürden und gelangte im Dreisprung mit 12,29 m auf Rang sieben. Ende April belegte sie bei den Südamerikameisterschaften in Mar del Plata mit 11,86 m den neunten Platz im Dreisprung und belegte mit der 4-mal-100-Meter-Staffel in 50,14 s den sechsten Platz.
In den Jahren von 2020 bis 2024 wurde Díaz uruguayische Meisterin im Dreisprung sowie 2021 und 2022 auch im Weitsprung. 2023 und 2024 wurde sie zudem auch Landesmeisterin im 100-Meter-Hürdenlauf sowie in der 4-mal-100-Meter-Staffel.

## Persönliche Bestzeiten
- 100 m Hürden: 14,71 s (−1,0 m/s), 23. März 2024 in Paysandú
  - 60 m Hürden (Halle): 8,82 s, 28. Januar 2024 in Cochabamba
- Weitsprung: 5,35 m (+0,8 m/s), 29. September 2022 in Cascavel
- Dreisprung: 12,81 s (−0,1 m/s), 3. Juni 2023 in Cochabamba